# Gregorio Martínez
Gregorio Melitón Martínez Santa Cruz (Prado Luengo, 10 maart 1815 - Manilla, 1881) was een Spaans rooms-katholieke geestelijke. Martínez was van 1861 tot 1875 de aartsbisschop van het Aartsbisdom Manilla.
Martínez volgde zijn priesteropleiding aan het seminarie van San Jeronimo. Daar werd hij in juni 1840 tot priester gewijd, waarna hij zijn studie vervolgde in Valladolid en Madrid. Drieëntwintig jaar later, op 23 december 1861, werd hij door de Spaanse koning benoemd tot de nieuwe aartsbisschop van Manilla. De wijding tot aartsbisschop volgde op 23 maart 1862. Dertien jaar later, op 30 september 1875, ging Martínez met pensioen en werd hij opgevolgd door Pedro Payo y Piñeiro. Zes jaar later overleed hij..